# Раков, Максим Сергеевич
Макси́м Серге́евич Ра́ков (7 февраля 1986) — казахстанский дзюдоист, заслуженный мастер спорта Республики Казахстан по дзюдо, чемпион мира 2009 года в категории до 100 кг.

## Биография
Родился в 1986 году в Караганде. С 2002 года занимается дзюдо. Тренируется под руководством Заслуженных тренеров Казахстана Ракова Сергея Капитоновича и Байшулакова Талгата Сайрановича.
Бронзовый призер чемпионата мира по дзюдо среди юниоров в весе до 100 кг (Южная Корея, 2002); серебряный призер Азиатских игр (Катар, 2006); 2-кратный победитель международного турнира «Супер-кубок мира» по дзюдо (Германия, 2006; Голландия, 2008); бронзовый призер чемпионата Азии (Кувейт, 2007); серебряный призер Кубка мира (Австралия, 2008); чемпион Азии (Тайвань, 2009); чемпион мира по дзюдо (Голландия, 2009).
По правилам международной федерации дзюдо для завоевания лицензий на Олимпийские игры спортсменам необходимо было в течение двух лет с 2010—2012 год выступать в международных рейтинговых соревнованиях и войти в число 22 лучших спортсмена на участие в Олимпийских Играх. Максим в рейтинге занимал 1-е место и получил лицензию на Олимпиаду 2012 года. Но уже в 1/16 финала проиграл азербайджанцу Эльмару Гасимову.
В октябре 2018 года официально завершил карьеру спортсмена.

## Семья
Образование — высшее, закончил Карагандинский государственный университет им. Е. А. Букетова. Юрист. Женат. Супруга Ракова Олеся Вячеславовна (в браке с 2006г) Сын - Раков Ростислав Максимович (2007 г.р.), дочь- Ракова Арина Максимовна (2013 г.р.), дочь - Ракова Стефания Максимовна (2019 г.р.)
Отец — Раков Сергей Капитонович — в прошлом чемпион СССР по дзюдо среди молодежи.